# علوم تقانية نسوية
العلوم التقنية النسوية (بالإنجليزية: Feminist technoscience)‏ هو اختصاص منبثق عن النقد النسوي وبرز كوحدة في دراسة نظرية المساواة بين الرجل والمرأة والعلوم والتكنولوجيا والمجتمع. كما يمكن الإشارة إليه بدراسات العلوم النسوية، وعلوم دراسات الثقافة النسوية، وعلم وتكنولوجيا الدراسات النسوية أو التكنولوجيا والجنس والعلم.
واستوحي هذا الاختصاص من مفاهيم البناء المجتمعي والنوع والجنس والقطاعات والمجتمع والعلوم والتقنية.

## التاريخ
وفقاً لجودي وايكمان، يرتبط مبدأ التكنولوجيا تاريخياً بالنساء، فدورهم كحاصدات ومشرفات على الاقتصاد المحلي جعل منهن أولى التقنيين، والإستراتيجية الثقافية للمجتمع هي التي حجبت وأخفت تلك الحقيقة والتي تربط التقنية إلى حد بعيد بالذكور.[بحاجة لمصدر]وحلت آلات الذكور محل دهاء وذكاء الإناث كممثلين للتكنولوجيا الحديثة وعندها اعتبرت الهندسة حرفة للذكور.
سنة 1970، اعتبرت الحركة النسائية المنبثقة من الأيكلوجية النسائية والصحة أن العلم والتكنولوجيا كعمل تعارض اهتمامات المرأة.وفي 1980 إقترحت ساندرا هاردينج «مسألة الأنثى في العلم» لتثير «مسألة العلم في نظرية المساواة بين الرجل والمرأة» زاعمة أن العلم متورط في أمور ليست فقط حيادية وموضوعية وإنما هي متصلة أيضا باهتمامات الرجال وهو أمر منبثق من انتقادات المرأة للعلم، والذى أوضح الوسائل والطرق التي بها يتشابك كلا الجنسين بشكل طبيعى في العلوم التقنية والطبية بالإضافة لشبكات المجتمع التقنية وممارسات عولمة الكون.
ظهرت نظرية المساوة بين الرجل والمرأة في أوائل 1980 وكانت تميل مع التحركات النسائية المختلفة. حيث قامت تلميذات الحركة النسائية بتحليل الثورة العلمية، وأقرت وبينت أن نتائج العلوم كانت مبنية على الإطار الفكري الذكورى لإستغلال الأرض والتحكم. ويعتمد ذلك على خيال النوع (ذكر أو أنثى) ليصور الطبيعة. في تلك الفترة والتي استمرت حتى نهاية العقد، كان كل اهتمام النساء حول العلم والتكنولوجيا يتمحور حول الفهم الشديد لهما، فالتكنولوجيات المألوفة، ووسائل الإعلام الجديدة، والعلوم التقنية الحديثة غالبا لم يهتم بها.
غالبا ما يستخدم النقد النسوي اليوم تكنولوجيا دراسة الشياطين السابقة كنقطة انطلاق لتحكي قصة التقدم من الليبرالية (التحرر) إلى نظرية المساواة بين الرجل والمرأة الأثرية (القديمة). وبالنسبة لجودي ويكمان كلا من الحركة النسائية الليبرالية والماركسية فشلت في تحليل العلم والتكنولوجيا، لأنهم اعتبرو أن التكنولوجيا محايدة ولم يدعوا اعتبار لمقياس العلوم التقنية الرمزية.

## أسئة مركزية
تعتبر التقنيات النسوية هي تلك التي تتشكل من العلاقات الاجتماعية النسوية، إلا أن التعريفات المتنوعة لنظرية المساواة بين الرجل والمرأة تجعل التعريف معقداً. ولذلك إقترحت ديبورا جونسون أربعة ترشيحات لتكنولوجيات الحركة النسائية:
- التقنيات الجيدة للنساء.
- التقنيات التي تشكل العلاقات الاجتماعية للمساواة بين الجنسين.
- التقنيات التي تساعد النساء.
- التقنيات التي تشكل العلاقات الاجتماعية التي هي أكثر إنصافا من تلك التي تشكلها التكنولوجيا السابقة أو من تلك التي تسود في المجتمع الأوسع.

أحد الأمثلة على التكنولوجيا التي ترتبط مع نظرية المساواة بين الرجل والمرأة، ولكن قد لا تكون نسوية، هو تحديد النسل. حيث حاربت العديد من الحركات النسائية من أجل تحديد النسل لترقى وتؤيد تحرر المرأة. ومثال آخر هو فيرجينيا سليمز، وهي ماركة سيجارة، وظهرت كسيجارة نسائية روجت كعلامة لتحرر المرأة وحريتها، ما ساعد على جعل الأمر أكثر قبولا اجتماعيا للمرأة كمدخنة، إلا أنها أيضا فرقت بين الرجل والمرأة. بالإضافة لدرجة انتشارها، هذا المنتج كان ضار بكل جزء فيه للمرأة كأي ماركة سجائر أخرى يشربها الرجل. كما وجد الكثير من التلامذة التي ركزت على ازدواج التكنولوجيا ونظرية المساواة، مثل دونا هاراواي.